# Dylan Mulvaney
Dylan Mulvaney (San Diego, 29 de dezembro de 1996) é uma atriz, comediante e TikToker americana. Mulvaney é conhecida por detalhar a sua transição de género através de vídeos diários na rede social TikTok, desde o início de 2022. Em outubro de 2022, Mulvaney conversou com o presidente dos Estados Unidos, Joe Biden, na Casa Branca, sobre direitos da comunidade transgénero.
Em abril de 2023, Mulvaney tem mais de 10 milhões de seguidores no TikTok. A sua série de vídeos Days of Girlhood já recebeu mais de mil milhões de visualizações.

## Infância e Educação
Mulvaney nasceu a 29 de dezembro de 1996, em San Diego, Califórnia. Concluíu o ensino superior em 2019, no College-Conservatory of Music da Universidade de Cincinnati onde obteve um BFA (Bacharelado de Belas Artes) em teatro musical.

## Carreira

### 2015–2020: Primeiros Papéis
O primeiro papel significativo de Mulvaney foi o de Elder White no musical O Livro de Mórmon, após a conclusão do seu ensino superior. O musical permitiu a Mulvaney viajar pelos Estados Unidos, México e Canadá. Também participou noutras produções, como: Grinch, no Old Globe Theatre; 8: A Peça no Birch North Park Theatre; Quase Normal no Arts Off Broadway; Legalmente Loira; O Despertar da Primavera ; Bye Bye Birdie; e High School Musical no ACT San Diego. Em 2020, por volta do início da pandemia de COVID-19, Mulvaney começou a publicar vídeos no TikTok, que geralmente alcançavam algumas centenas de milhares de visualizações.

### 2021–2022: Transição e Mediatismo Inicial
Mulvaney assumiu-se como mulher trans durante a pandemia de COVID-19, enquanto vivia com a sua família "muito conservadora" na sua casa de infância em San Diego. Em março de 2022, Dylan começou a documentar a sua transição de género, publicando no TikTok uma série de vídeos diários intitulada "Days of Girlhood", que rapidamente começaram a ganhar popularidade. Mulvaney explicou numa entrevista:
Quando a pandemia começou, estava a trabalhar no musical O Livro de Mórmon,  na Broadway. Fiquei desempregada e sem meios criativos para fazer o que amava. Descarreguei o TikTok, presumindo que fosse uma app para crianças. Quando me assumi como mulher, fiz um vídeo cómico - "Primeiro dia a ser uma rapariga". E tornou-se viral. Não conheço realmente outra plataforma online como o TikTok, que possa fazer um criador crescer ao ritmo que cresce. Outras apps celebram a perfeição, a edição excessiva e a ausência de falhas. Acho que no TikTok especificamente, as pessoas adoram a crueza. Adoram pessoas a apenas falar para a câmera. Tento abordar cada vídeo como uma chamada por FaceTime com um amigo.
Em outubro de 2022, Mulvaney participou, com o cabeleireiro de género fluido David Lopez, num podcast para a marca de cosméticos Ulta Beauty, no qual falou sobre a sua infância, como se assumiu como transgénero e a sua transição. Segundo Marisa Dellatto, colunista da Forbes, o vídeo levou a que o hashtag #BoycottUlta se tornasse um "Assunto do Momento" no Twitter e provocou comentários a acusá-la de misoginia por alegar que pode viver feliz como mulher, assim como de caráter transfóbico.
Posteriormente, ainda em outubro de 2022, Mulvaney encontrou-se com o presidente Joe Biden, num fórum presidencial organnizado pelo canal de notícias online NowThis News. Quando questionado por Mulvaney sobre legislação recente que restringia cuidados de afirmação de género para jovens transgénero, aprovada pela legislatura liderada por republicanos, Biden descreveu-a como ultrajante e imoral.
Segundo a NBC News, após o seu encontro com Biden, Mulvaney tornou-se alvo de uma "campanha vitriólica" por parte de ativistas de direita. A senadora republicana Marsha Blackburn partilhou um tweet anexado a um TikTok de Mulvaney, escrevendo "Dylan Mulvaney, Joe Biden e lunáticos radicais de esquerda querem normalizar esta absurdidade". A ex-atleta e socialite conservadora Caitlyn Jenner, também uma mulher transgénero, tweetou que concordava com as declarações de Blackburn, chamando ao vídeo de Mulvaney "absurdo".
Vários dias depois, Mulvaney respondeu a Jenner no TikTok do dia 233 da sua série Days of Girlhood, com a mensagem escrita "Para os meus seguidores, por favor, não lhe enviem quaisquer mensagens ofensivas." No vídeo, Mulvaney aborda o misgendering por parte de Jenner, comentários feitos por esta sobre o seu corpo, assim como o que aprendeu com a experiência.

### 2022–presente
Em dezembro de 2022, Mulvaney confirmou, no Instagram, ter realizado cirurgia de feminização facial, publicando uma foto do seu rosto na rede social em janeiro de 2023. A 5 de fevereiro, marcou presença no tapete vermelho dos 65º Prémios Grammy. No final de fevereiro, aceitou o Queerties Groundbreaker Award, em Hollywood.
A 13 de março de 2023, para celebrar o aniversário da sua série de vídeos do TikTok Days of Girlhood, Mulvaney apresentou um variety show transmitido ao vivo, no Rainbow Room em Midtown Manhattan, intitulado Dylan Mulvaney's Day 365 Live!, contando com L Morgan Lee e Reneé Rapp como convidadas especiais. No mesmo dia, Mulvaney apareceu no The Drew Barrymore Show, falando com a apresentadora sobre "lidar com ódio online". Segundo o Los Angeles Times, a sua participação no programa provocou um "ataque de ódio online" dirigido a Barrymore. No Instagram, Mulvaney compartilhou uma carta da vice-presidente Kamala Harris parabenizando-a pelo primeiro aniversário da sua transição.
A 1 de abril de 2023, Mulvaney promoveu a marca de cerveja Bud Light num vídeo do Instagram, no contexto do March Madness, um torneio de basquetebol universitário organizado pela NCAA. Segundo o The Washington Post, o patrocínio levou indivíduos de meios de comunicação social de direita, como a Fox News, a referirem-se a Mulvaney em "termos depreciativos e frequentemente transfóbicos quase uma dúzia de vezes durante os três dias seguintes". O patrocínio instigou também um apelo ao boicote à Bud Light por parte de conservadores, e um vídeo de protesto do cantor Kid Rock a disparar um fuzil sobre várias caixas da marca de cerveja. Várias fábricas da Budweiser receberam ameaças de bomba.
Em abril de 2023, Mulvaney promoveu também um sutiã desportivo da Nike através de um post e, em resposta, a nadadora olímpica Sharron Davies apelou por um boicote à Nike.